# Sopiko Chuchaszwili
Sopiko Chuchaszwili (ur. 4 stycznia 1985) – gruzińska szachistka, arcymistrzyni od 2005, posiadaczka męskiego tytułu mistrza międzynarodowego od 2007 roku. 

## Kariera szachowa
Wielokrotnie reprezentowała Gruzję na mistrzostwach świata i Europy juniorek w różnych kategoriach wiekowych, dwukrotnie (1999, 2000) zdobywając tytuły mistrzyni świata do 16 lat (w obu przypadkach w Oropesa del Mar). W 2007 r. wystąpiła w narodowej drużynie na rozegranych w Jekaterynburgu drużynowych mistrzostwach świata, natomiast w 2008 r. zdobyła złoty medal na olimpiadzie w Dreźnie.
W 2003 r. zdobyła srebrny medal mistrzostw Gruzji juniorek do 20 lat, a w 2005 r. podzieliła w tych zawodach I m. (wspólnie z Maką Purtseladze). W tym samym roku zajęła również III m. (za Aleksandrem Kaspim i Aleksandrem Aleksikowem) w kołowym turnieju w Jerozolimie, natomiast w 2007 r. zajęła II m. (za Lelą Dżawachiszwili) w finale mistrzostw Gruzji. W 2008 r. zwyciężyła w turnieju B memoriału Paula Keresa w Tallinnie oraz podzieliła I m. w Sztokholmie (wspólnie z Anną Muzyczuk i Eliną Danieljan). Zdobyła również prawo startu w turnieju o mistrzostwo świata w Nalczyku, jednak wspólnie z wszystkimi reprezentantkami Gruzji zbojkotowała ten turniej z powodu wojny w Osetii Południowej.
Najwyższy ranking w dotychczasowej karierze osiągnęła 1 września 2009 r., z wynikiem 2451 punktów zajmowała wówczas 38. miejsce na światowej liście FIDE.